# 中国の世紀
中国の世紀（ちゅうごくのせいき、英語: Chinese Century、中国語: 中国世纪）とは、21世紀の世界が中華人民共和国によって地政学的に支配されることを示唆する造語である。「アメリカの世紀」が20世紀を指し、「イギリス帝国の世紀」が19世紀を指しているのと同様である。このフレーズは特に、国内総生産で見て中国がアメリカ合衆国を追い抜いて世界第1位になったことに関して使用される。この順位は、17世紀から19世紀初頭にかけては16位だった。『エコノミスト』紙は、購買力平価ベースで計算すると、2013年に中国がアメリカを追い抜いたことから、このときから「中国の世紀」はすでに始まっていると主張している。
中国は、北大西洋条約機構(NATO)に代わるものとして上海協力機構(SCO)を設立し、世界銀行や国際通貨基金(IMF)に代わるものとしてアジアインフラ投資銀行(AIIB)と新開発銀行(NDB)を設立した。中国はさらに、将来的に1兆ドル近くの投資を行う「一帯一路」構想を立ち上げ、世界情勢においてより大きな役割を担うことを推進している。
さらに、中国は、環太平洋パートナーシップ協定(TPP)に対抗するものとして東アジア地域包括的経済連携(RCEP)を利用する計画である。

## 議論と要因
2011年、ハーバード大学ケネディスクールの研究員マイケル・ベックリーは、China's Century? Why America's Edge Will Endure（中国の世紀? なぜアメリカの優勢は耐えられるのか）という論文を発表した。この論文では、次のような考えを否定している。
- アメリカは中国に比べて衰退している。
- グローバル化された一極体制を維持するためのアメリカの負担が、アメリカの衰退を助長している。

また、ベックリーは、アメリカの力は永続的であり、一極体制とグローバル化がその主な理由であると主張している。彼は次のように主張している。「アメリカはその圧倒的な地位から競争上の優位性を得ており、グローバル化によってその優位性を利用して経済活動を誘致し、国際システムを自分の利益のために操作することが可能になっている。」
ベックリーは、もしアメリカが末期的な衰退期にあるとすれば、新重商主義的な経済政策を採用し、アジアにおける軍事的コミットメントから手を引くだろうと考えている。「しかし、アメリカが衰退しておらず、グローバル化と覇権主義がその主な理由であるならば、アメリカは逆のことをすべきである。リベラルな国際経済政策を維持することで中国の成長を抑制し、アジアにおける強固な政治的・軍事的プレゼンスを維持することで中国の野望を抑えるべきである。」ベックリーは、アメリカが現存する唯一の覇権国家であることで利益を得ており、アメリカは1990年に国際秩序を自分たちの利益のために覆したのではなく、その周りで既存の秩序が崩壊したのだと考えている。
アメリカが一極体制を維持できるかどうかに懐疑的な学者としてロバート・ペイプがいる。彼は、「近代史における最大の相対的な衰退の1つ」が「世界の他の地域への技術の拡散」に起因すると推定している。同様に、ファリード・ザカリアは「過去20年間の一極体制は、イラクのせいではなく、世界各地での権力の広範な拡散のために衰退しつつある」と書いている。ポール・キプチュンバはAfrica in China's 21st Century: In Search of a Strategy（中国の21世紀におけるアフリカ: 戦略の模索の中で）において、21世紀には米中間で致命的な冷戦が起こると予測し、もし冷戦が起こらなければ、世界の覇権のあらゆる面で中国がアメリカに取って代わると予測している。